# Лиссабонские тайны (фильм)
«Лиссабонские тайны» (порт. Mistérios de Lisboa) — фильм режиссёра Рауля Руиса по роману Каштелу Бранку.

## Сюжет
«Лиссабонские тайны» переносят нас в XIX век и погружают в настоящий вихрь приключений, роковых совпадений, тайн, мистификаций, неистовых страстей, страшной мести и безумной любви.
Вместе с героями мы оправляемся в захватывающее путешествие из Португалии во Францию, Италию и Бразилию. А в Лиссабоне, полном интриг и секретов, мы познакомимся с людьми, так или иначе связанными с судьбой главного героя, Педро да Силвы. Это священник, отпрыск аристократического рода, всегда защищающий справедливость, графиня, потерявшая разум из-за ревности, удачливый делец, наживший состояние на кровавом морском разбое.
У каждого из них (так же, как и у других персонажей, проходящих через эту историю), невероятная судьба, и жизненные пути всех героев пересекаются самым непостижимым образом…

## В ролях
| Актёр             | Роль                  |
| ----------------- | --------------------- |
| Адриано Лус       | падре Диниш           |
| Мария Жуан Бастос | Анжела де Лима        |
| Рикардо Перейра   | Альберто де Магальяэш |
| Клотильда Эсме    | Элиза де Монфор       |
| Афонсо Пиментель  | Педро да Силва        |
| Леа Сейду         | Бланш де Монфор       |
| Мельвиль Пупо     | Эрнесто Лакроз        |
| Малик Зиди        | Арманьяк              |

## Награды
- МКФ в Сан-Себастьяне — приз «Серебряная раковина» за режиссуру
- Премия Луи Деллюка — лучший французский фильм года
- Португальская премия «Золотой глобус» в номинациях «Лучший фильм», «Лучший актер» (Адриано Лус), «Лучшая актриса» (Мария Жуан Бастос)
- Премия американских критиков по разделу «Лучший зарубежный фильм»
- МКФ в Сан-Паулу — приз критики
- Премия французских критиков — «Лучший телесериал года», «Лучший DVD-релиз года»

## Премьерные показы
- 10 октября 2010 — США: Международный кинофестиваль в Нью-Йорке
- 20 октября 2010 — Франция
- 23 октября 2010 — Великобритания: Международный кинофестиваль в Лондоне
- 27 ноября 2010 — Италия: Кинофестиваль в Турине
- 26 июня 2011 — Россия: Московский международный кинофестиваль